# Thomas T. Munford
Thomas Taylor Munford (29 maart 1831 –  27 februari 1918) was een Amerikaanse plantage-eigenaar, fabrieksdirecteur en auteur. Tijdens de Amerikaanse Burgeroorlog diende hij als kolonel in het Confederate States Army. Hij werd door zijn Fitzhugh Lee bevorderd tot brigadegeneraal, maar dit werd nooit bevestigd door het congres.

## Vroege jaren
Munford werd geboren in Richmond, Virginia op 29 maart 1831. Hij was de zoon van kolonel George Wythe Munford en Lucy Singleton Taylor. Hij was een verre nazaat van Lewis Dyve die had meegevochten in de Engelse Burgeroorlog. Op 30 juli 1849 werd Munford toegelaten tot de Virginia Military Institute. Hij studeerde in juli 1852 af, als veertiende in een klas van 24 kadetten. In 1853 huwde hij met Elizabeth Henrietta Tayloe. Ze was de dochter van Mary Langhorne en George Plater Tayloe, een plantage-eigenaar en politicus uit Virginia. Na zijn studies werd Munford eigenaar van een katoenplantage in Mississippi en van een boerderij in Bedford County, Virginia.

## Amerikaanse Burgeroorlog
Bij het uitbreken van de Amerikaanse Burgeroorlog werd Munford op 8 mei 1861 aangesteld door kolonel Jubal Early als luitenant-kolonel in het 30th Virginia Volunteer Regiment Dit was een eenheid van bereden infanterie die meevocht tijdens de Eerste Slag bij Bull Run.
Toen de cavalerie gereorganiseerd werd door J.E.B. Stuart werd Munford bevorderd tot kolonel van het 2nd Virginia Cavalry, de nieuwe naam van het 30th Virginia Volunteer Regiment. In 1862 had Munford het commando gekregen over een cavaleriebrigade die deelnam aan de veldtocht van Stonewall Jackson in de Shenandoahvallei. Na de dood van zijn bevelhebber, Turner Asby, nam hij het bevel op zich van de volledige cavalerie onder Jackson. Hij toonde zijn waarde als bevelhebber tijdens de Slag bij Cross Keys en nam krijgsgevangenen bij Harrisonburg. Tijdens de Schiereilandveldtocht en de Zevendagenslag voerde hij zijn cavaleristen met verve aan zoals tijdens de Slag bij White Oak Swamp. Hij raakte licht gewond tijdens de Tweede Slag bij Bull Run in augustus 1862. Munford kreeg tijdelijk het bevel over een onafhankelijke brigade tijdens de Marylandveldtocht. Hij verjoeg de Noordelijken bij Mile Hill waarna het Army of Northern Virginia gemakkelijk de Potomac kon oversteken. Samen met generaal Thomas L. Rosser kon hij de opmars van het Noordelijke VI Corps vertragen tijdens de Slag bij South Mountain. Munford en zijn brigade werden vrijwil niet ingezet tijdens de Slag bij Antietam. In 1863 namen ze wel deel aan verschillende cavaleriegevechten tijdens de Gettysburgveldtocht en de Bristoeveldtocht. Tijdens de lente van 1864 maakte zijn brigade deel uit van de cavaleriedivisie van generaal-majoor Fitzhugh Lee en werden ze ingezet tijdens de Overlandveldtocht.
Op 9 november 1864 werd Munford door Fitzhugh Lee bevorderd tot brigadegeneraal, maar deze benoeming werd nooit officieel goedgekeurd door het Congres van de Geconfedereerde Staten van Amerika. Toen Fitzhugh Lee het bevel kreeg over het cavaleriekorps van het Army of Northern Virginia nam Munford zijn plaats in als bevelhebber van Lees voormalige divisie. Hij nam deel aan de veldslagen van Five Forks, High Bridge en Sayler's Creek. Net voor generaal Robert E. Lee capituleerde bij Appomattox Courthouse glipte Munford en een deel van zijn divisie door de Noordelijke omsingeling. Hij probeerde aansluiting te vinden met het leger van generaal Joseph E. Johnston in North Carolina. Toen hem het nieuws bereikte dat ook Johnston zich had overgegeven, ontbond bij zijn strijdmacht bij Lynchburg, Virginia

## Latere jaren
Tijdens de oorlog was zijn eerste echtgenote overleden in 1863. In 1866 hertrouwde hij met haar nicht, Emma Tayloe. Ze was de dochter van Henrietta Ogle en William Henry Tayloe, die grote landerijen had in Virginia en Alabama. Na de dood van zijn schoonvader in 1871 erfde Munford de katoenplantage in Perry County. Na enige tijd keerde hij terug naar Virgina waar hij vice-voorzitter werd van de Lynchburg Iron, Steel & Mining Company. Tussen 1884 en 1888 zetelde hij in de raad van bestuur van het Virginia Military Institute.
Hij overleed op 27 februari 1918 in Uniontown, Alabama in het huis van zijn zoon. Munford werd begraven op het Spring Hill Cemetery in Lynchburg, Virginia.